# Molineria capitulata

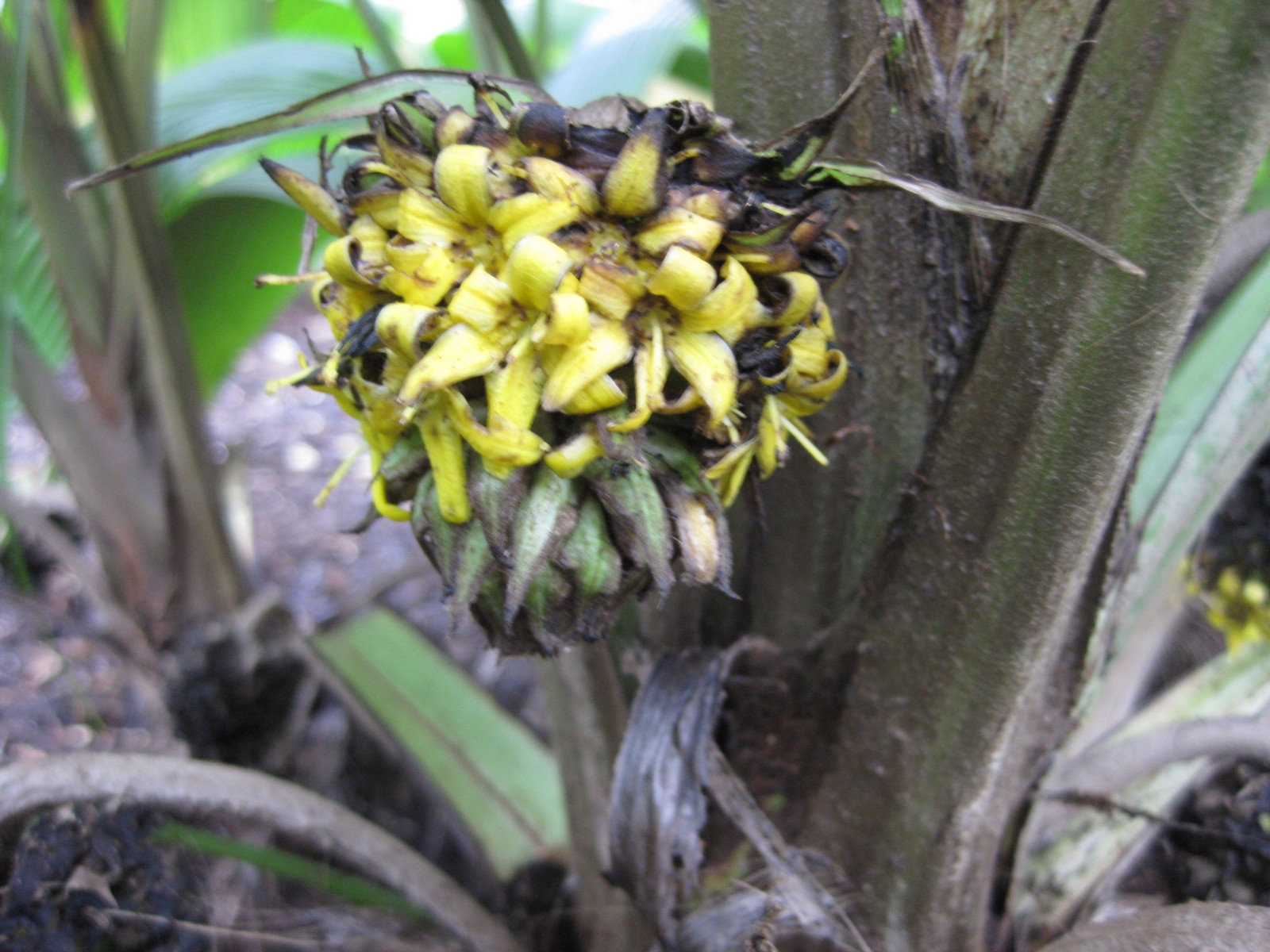
Hoa

Molineria capitulata là một loài thực vật có hoa trong họ Hypoxidaceae. Loài này được (Lour.) Herb. mô tả khoa học đầu tiên năm 1837.

## Hình ảnh

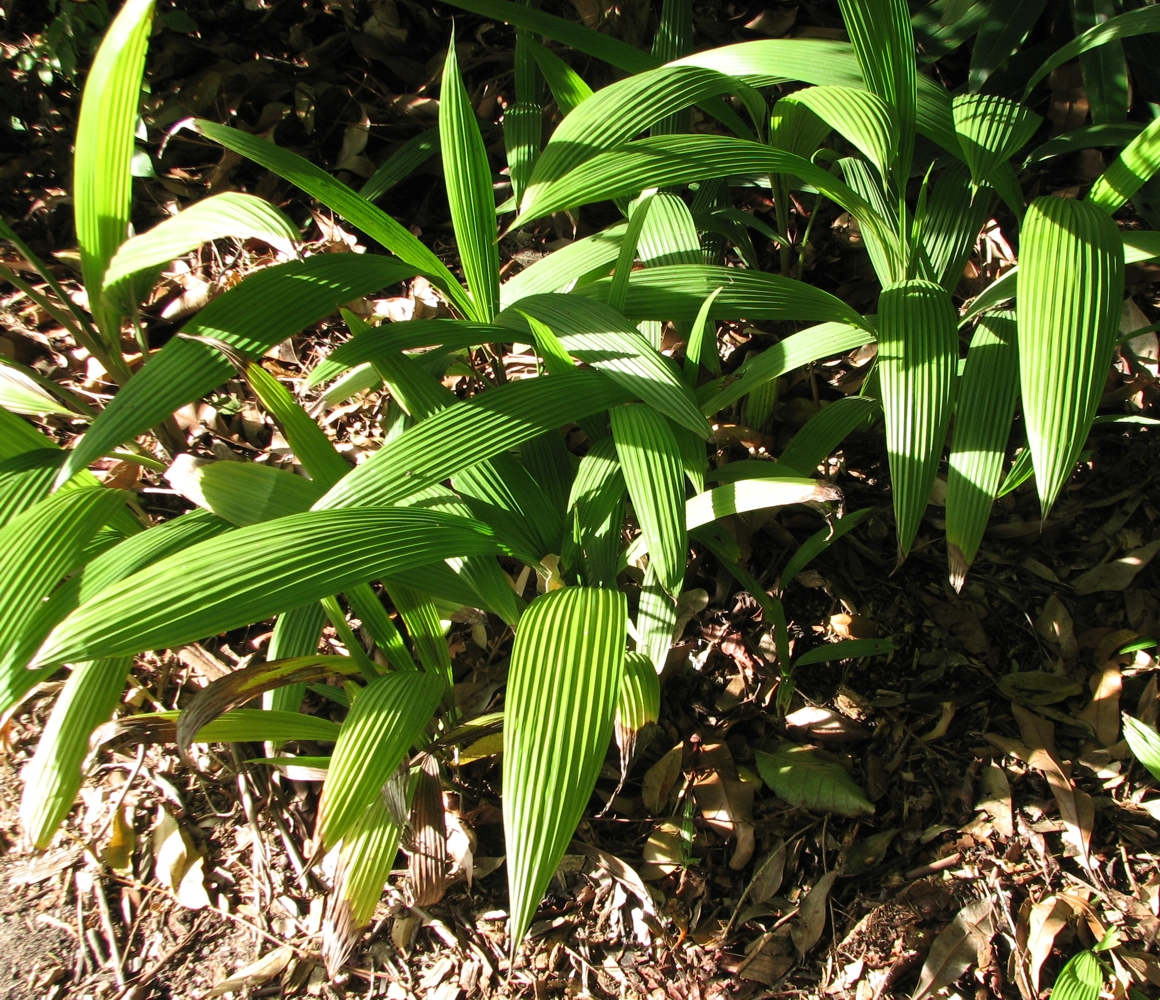
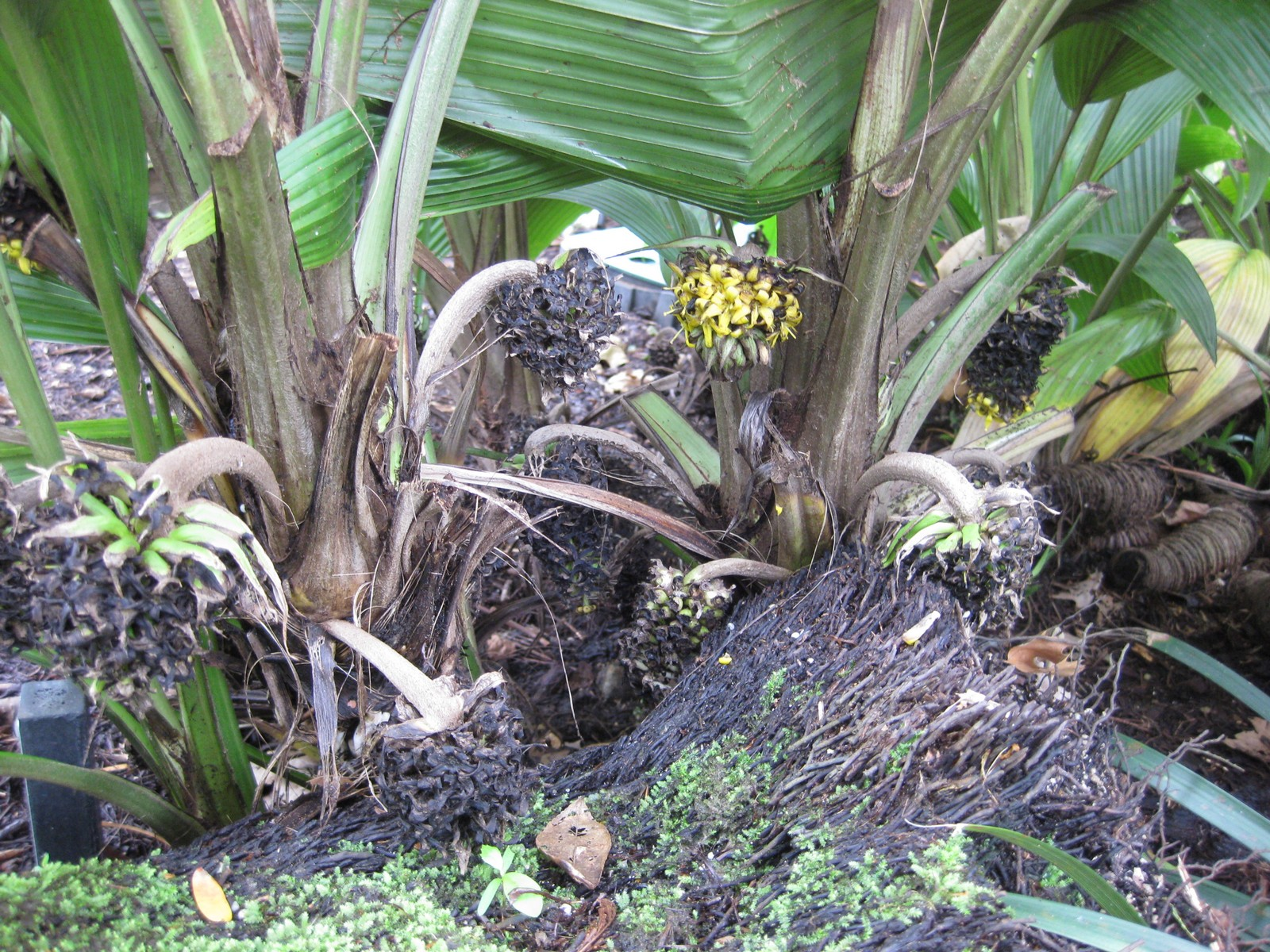
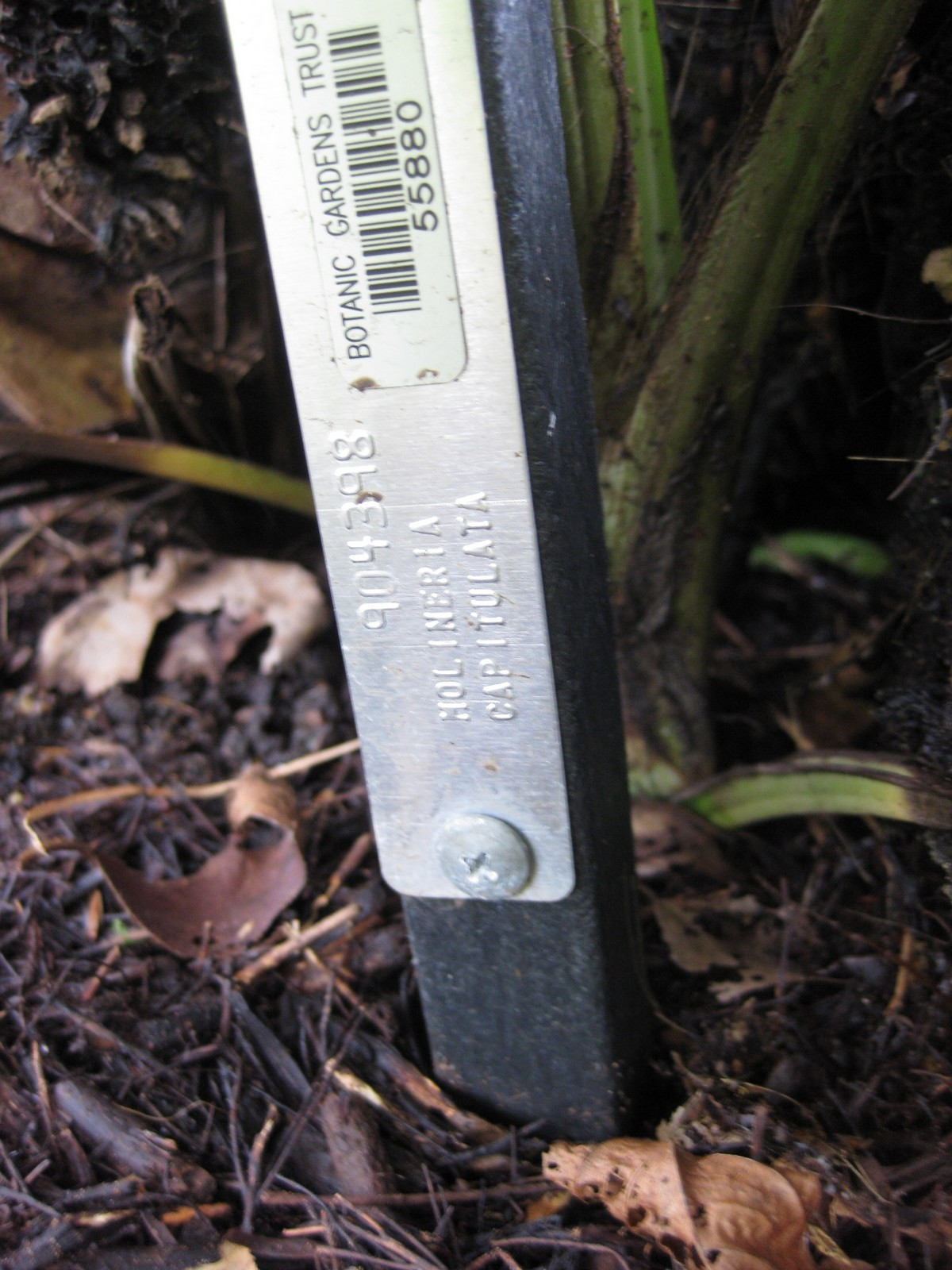
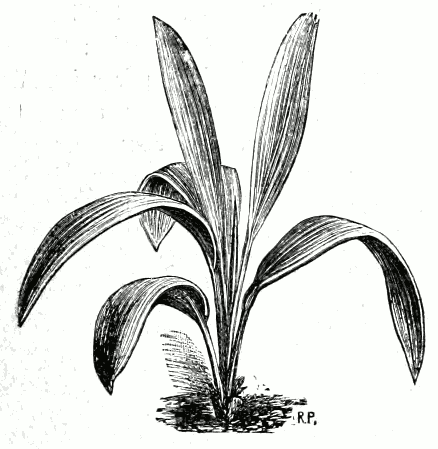